# Медаль «За особые заслуги»
Медаль «За особые заслуги» (хинди विशेष सेवा पदक, англ. Special Service Medal) — военная государственная награда Индии, вручаемая за участие в незначительных военных операциях или операциях краткосрочного характера. Награда была учреждена как замена ранее существовавших медалей Медаль «За общие заслуги» и Медаль «Саманья Сева».

## История учреждения
Медаль «За особые заслуги» была введена в наградную систему Индии для поощрения военнослужащих, участвовавших в локальных конфликтах и кратковременных операциях. Согласно данным Министерства обороны Индии, она заменила две ранее существовавшие награды: Медаль «За общие заслуги» и Медаль «Саманья Сева».
Медаль была учреждена в соответствии с указом Президента Индии Notification Nos. 8 Pres/86 от 3 февраля 1986 года и последующими поправками, включая указы от 20 июля 1989 года, 19 октября 1989 года, 6 июня 1990 года и 3 августа 1995 года. Дополнительные уточнения были внесены Министерством обороны Индии 25 октября 1995 года.

## Критерии награждения
Медаль вручается за:
- Участие в незначительных военных операциях
- Участие в операциях краткосрочного характера
- Службу в условиях, не подпадающих под критерии других боевых наград

Решение о награждении принимается командованием на основании приказов Министерства обороны.
Медаль вручается военнослужащим Вооружённых сил Индии, включая резервные, территориальные и ополченческие формирования, а также гражданским лицам, участвовавшим в операциях в зонах боевых действий или приравненных к ним.
При первом награждении вручается медаль с планкой, на которой указано название операции. За последующие участия в операциях выдаются только дополнительные планки.
К награде могут быть представлены:
- Военнослужащие Армии, ВМС и ВВС Индии, включая резервистов.
- Члены других санкционированных сил и служб безопасности, действующих под оперативным контролем регулярных Вооружённых сил.
- Гражданские лица, внесшие вклад в проведение операций.

## Описание награды
Медаль выполнена из медно-никелевого сплава диаметром 35 мм. На аверсе изображён сокол (символ бдительности), а на реверсе — государственный герб Индии с девизом и надписью англ. «SPECIAL SERVICE MEDAL».
Лента медали шириной 32 мм состоит из трёх полос: двух красных (по 8 мм каждая) и одной стально-серой (16 мм).

### Планки
К ленте медали крепятся планки с указанием конкретной операции:
- За первую операцию вручается медаль с соответствующей планкой
- За последующие операции вручаются только дополнительные планки

Название операции указывается на планке на хинди.

## Порядок ношения
Медаль носится на левой стороне груди согласно правилам ношения индийских наград. При наличии нескольких наград располагается в соответствии с установленной иерархией.